# Jacques Dane
Jacques Dane (Dinteloord en Prinsenland, 14 juni 1964) is een Nederlands historicus en hoofd collectie en onderzoek van het Onderwijsmuseum in Dordrecht.
Hij studeerde van 1983 tot 1987 geschiedenis en theologie aan het Mollerinstituut te Tilburg. Vervolgens studeerde hij tot 1990 geschiedenis aan de Universiteit Leiden. Tot 1992 werkte hij als broodschrijver en registermaker.
In 1992 werd hij assistent in opleiding aan de Rijksuniversiteit te Groningen waar hij in 1996 promoveerde op De vrucht van Bijbelse opvoeding. Populaire leescultuur en opvoeding in protestants-christelijke gezinnen, circa 1880-1940. Na zijn promotie bleef hij werkzaam aan de Groningse Universiteit als postdoc bij de afdeling Algemene Pedagogiek en was hij tevens werkzaam als coördinator van het Archief- en Documentatiecentrum voor de geschiedenis van de Nederlandse Psychologie (ADNP) van de universiteit.
Hij schrijft onder andere voor Reformatorisch Dagblad, Intermediair, De psycholoog, Pedagogiek en Jaarboek voor de geschiedenis van het Nederlands protestantisme na 1800. Dane is in 2013 door de familie van W.G. van de Hulst sr. gevraagd een biografie van de auteur van kinder- en schoolboeken te schrijven, waarvoor hem door het Nederlands Letterenfonds een subsidie voor archiefonderzoek beschikbaar is gesteld.  In 2014 leverde hij een bijdrage aan De verbeelders. Nederlandse boekillustratie in de twintigste eeuw. met artikelen over Cornelis Jetses (1873-1955), Johan Herman Isings (1884-1977) en W.G. van de Hulst jr. (1917-2006).

## Publicaties (selectie)
- (1996) De vrucht van Bijbelse opvoeding. Populaire leescultuur en opvoeding in protestants-christelijke gezinnen, circa 1880-1940, (Verloren, Hilversum), Proefschrift
- (1997) Eindredactie Wezen en boefjes. Zes eeuwen zorg in wees- en kinderhuizen (Verloren, Hilversum)
- (1998) 1648 : Vrede van Munster, feit en verbeelding (Waanders, Zwolle)
- (1999) Geschiedenis van een inrichting in: De psycholoog vol. 34, november
- (2001) Met Pieter J. van Strien: Driekwart eeuw psychotechniek in Nederland : de magie van het testen
- (2001) 'Het eeuwige leven van W.G. van de Hulst? Over de veldtheorie van Pierre Bourdieu en de schrijverscarrière van W.G. van de Hulst'in: De smalle marge van de multiculturele samenleving, p. 163-178 (Biblion Uitgeverij, Den Haag)
- (2002)  Met Thom Willemse (psycholoog) 'Jan Klootsema (1867-1926) en zijn boekerij' in: Pedagogiek 22e jaargang, nr. 1, p. 82-86[1]
- (2002) Wetenschap - Kleine psychologie van Sint Nicolaas in: De psycholoog vol. 37, afl. 12
- (2003) 'Bouwsel voor 't leven' : de traditie van de protestantse kinderliteratuur' in: Jaarboek voor de geschiedenis van het Nederlands Protestantisme na 1800 jrg. 11
- (2005) Met Tonnis E. Musschenga: Door boekband bekoord, boekbanden van Protestant Christelijke uitgevers 1892-1940 (Barkhuis Publishing)
- (2006) 'Het onderwijs op de zondagsschool - een vrucht van de 'lange' negentiende eeuw' in: De school met de bijbel : christelijk onderwijs in de negentiende eeuw
- (2007) Met Hans Renders Biografie en psychologie (Boom, Amsterdam)
- (2008) Ook prinsesjes gaan naar school (Omniboek, Kampen)
- (2013) Nieuw zicht op de zuilen (Stichting Leidschrift, Leiden)
- (2014) Onder redactie van Saskia de Bodt en samen met anderen De verbeelders. Nederlandse boekillustratie in de twintigste eeuw. (Uitgeverij Vantilt, Nijmegen) Nominatie Gouden Tulp 2015[2]